# Chromatophotina
Chromatophotina är ett släkte av bönsyrsor. Chromatophotina ingår i familjen Mantidae.
Kladogram enligt Catalogue of Life:
| Chromatophotina | \| \| Chromatophotina awajun \| \| \| \| \| \| Chromatophotina cofan \| \| \| \| |
|                 | \| \| Chromatophotina awajun \| \| \| \| \| \| Chromatophotina cofan \| \| \| \| |
|                 | Chromatophotina awajun                                                           |
|                 |                                                                                  |
|                 | Chromatophotina cofan                                                            |
|                 |                                                                                  |